# Trifurcula rosmarinella
Trifurcula rosmarinella là một loài bướm đêm thuộc họ Nepticulidae. Nó được tìm thấy ở the Mediterranean Region, from bán đảo Iberia to Cộng hòa Síp.
Ấu trùng ăn Rosmarinus officinalis. The mine the leaves of their host plant. 